# Cammoro
Cammoro (da pronunciarsi "Càmmoro") è una frazione del comune di Sellano (PG).

## Geografia fisica
Posto a 958 m s.l.m., nella parte occidentale del territorio comunale e sulle pendici dell'omonimo monte, è all'incirca equidistante da Foligno, Spoleto e Norcia. Il piccolo paese (17 abitanti, secondo i dati ISTAT del 2001  Archiviato il 27 ottobre 2020 in Internet Archive.) si arrocca attorno al castello di guardia, costruito tra il XIII e il XIV secolo - poi divenuto chiesa di Santa Maria Novella. Cammoro è parte di un territorio di particolare interesse naturalistico, riconosciuto come Sito di Interesse Comunitario.

## Storia

### Età medievale
Cammoro sorse nel XIII secolo come borgo fortificato di guardia all'antica Via della Spina e, secondo lo storico Saverio Minervio, già nel 1228 il castello si dette a Spoleto. Tuttavia, la più antica documentazione esistente risale al 1239, quando il sindaco del Castrum Cammori, Alemanno, sottopose il castello alla giurisdizione perpetua del Comune di Spoleto.
in seguito, fu oggetto di numerosi attacchi da parte del Comune di Trevi fra i quali si ricorda un fatto curioso avvenuto il 6 aprile 1274. In tale occasione, i trevani, approfittando delle lotte intestine di Spoleto, con tremila fanti salirono ad occupare Orsano e Cammoro. Proprio in quel momento si trovarono a passare nella valle cinquanta cavalieri spoletini ed i trevani, credendo fosse l’avanguardia di un grosso esercito, si dettero alla fuga, mentre i cavalieri approfittarono dell’errore per inseguirli insieme ai castellani. Arrivarono sino alle porte di Trevi uccidendone molti e catturando settanta prigionieri che furono successivamente rilasciati dopo la stipula di una pace.

### Età moderna

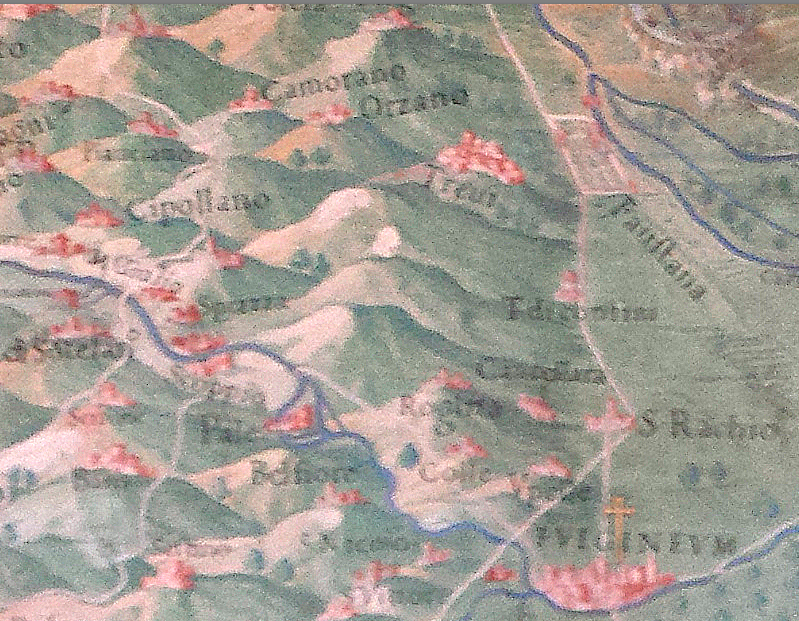
Dettaglio della mappa dell'Agro Spoletino, affresco nei Musei Vaticani, nella quale si trova raffigurato il borgo di Camorano

Nel XVI secolo era chiamato “Camorano“, come risulta dalla mappa dell’Agro Spoletino affrescata nella Galleria delle carte geografiche all’interno dei Musei Vaticani.
Il castello di Cammoro godeva delle autonomie comunali in base alle “Constitutiones Aegidianae” con l’obbligo di accettare il podestà che vi inviava Spoleto. Era regolato da Statuti approvati dal Comune di Spoleto nel 1597 suddivisi in cinque libri e tuttora conservati presso l’archivio del Comune di Sellano.
Negli stessi si legge che ogni anno il Comune doveva offrire per l’Assunta il pallio del Castello, due ceri e la dativa del fodrum o focatio in segno di sudditanza alla Signoria della Magnifica città di Spoleto.
Una curiosità contenuta negli Statuti sta nell’alto numero di animali che era consentito di possedere a ciascuna famiglia, cioè cento pecore, cinquanta capre, quattro cavalli e otto puledri.
Nel 1611 si contavano trecento cinquantuno abitanti, nel 1713 scesi fino a duecento a causa del disastroso terremoto di dieci anni prima.

### Età contemporanea
Nel 1853 il castello contava duecentotrenta abitanti, poco più di quelli di centocinquanta anni prima.
Con l’Unità d’Italia, nel 1860, entrò a far parte del comune di Sellano insieme alle comunità di Orsano, Postignano e Montesanto.
Il 31 dicembre 1898 la Giunta arbitrale di Spoleto dichiarò definitivamente affrancati a favore degli abitanti di Cammoro i beni passati, dopo l’Unità, al demanio comunale di Sellano; il 9 novembre 1899 si costituì l’Università Agraria di Cammoro, dal 1936 “Comunanza Agraria” con l’approvazione dello statuto da parte della Giunta provinciale amministrativa.
L’associazione istituita dallo Stato ha lo scopo di tutelare i beni demaniali del territorio circostante e di curarne lo sfruttamento economico, regolamentando il taglio della legna boschiva, la raccolta dei tartufi e le altre attività tipiche di una comunità montana.
Nel 1971, a seguito delle forti emigrazioni del dopoguerra, il paese contava solamente cinquantasette abitanti.
Nel 1997 gli abitanti restanti sono stati costretti ad abbandonare le mura dell’antico centro a seguito del distruttivo terremoto del 26 settembre, nel 2001 erano rimasti diciassette residenti e nel 2018 era quasi disabitato.

## Monumenti e luoghi di interesse

### Architettura religiosa
Chiesa di Santa Maria NovellaRisalente al (XIV secolo), è un caso non frequente di chiesa pensile che si sovrappone ad un'antica via coperta (oggi frazionata in più vani), di cui sono ancora visibili i due accessi: il primo, sotto l'attuale facciata della chiesa, è in parte ostruito dalla attuale scala d'ingresso; il secondo, sul lato opposto e ad una quota inferiore, era l'accesso al castello dal borgo, oggi non più praticabile. La facciata ha subito nel tempo numerosi interventi che ne hanno alterato l'originario aspetto trecentesco. Dei cinque altari in legno intagliato dorato e policromato presenti nel 1700 e dedicati a S. Lucia, S. Carlo, Beata Maria Vergine del Rosario, Beata Maria Vergine del Monte Carmelo e S. Francesco d’Assisi, ne restano oggi solo due. La torre campanaria è una ricostruzione del 1612-1613 (come risulta da un'iscrizione sul lato a monte). Fu probabilmente realizzata con il reimpiego di materiali di demolizione di una torre precedente. I restauri post-terremoto hanno dapprima portato a rimettere in funzione l'orologio della torre campanaria, e nel 2012 alla riapertura della chiesa al culto..
Chiesa di Santa LuciaCostruita intorno al XIII secolo, è la più antica chiesa parrocchiale di Cammoro. Posta a valle del paese e attualmente raggiungibile solo con un sentiero nel bosco, presenta affreschi quattrocenteschi attribuiti alla scuola folignate. Interessante la cappella ottagonale costruita a ridosso della struttura principale nel XIV secolo.
Chiesa di Santa ChiaraPiccola chiesa campestre romanica, un tempo dedicata a S. Paolo, e forse costruita sul luogo di un preesistente tempio pagano. Situata nella valle sull'antica Via della Spina, è il probabile resto di un monastero femminile, abbandonato già in epoca medioevale. La chiesa ha versato fino a non molto tempo fa in stato di abbandono ed è stata recentemente restaurata. Era collegata alla Valle di Cammoro dalla Via Paganuccia, ora quasi del tutto scomparsa, che terminava al sito denominato Fonte Paganuccia, situata alle pendici del Castello di Cammoro.
Eremo di San PaternianoRisalente al (XIV secolo), di stile romanico. Posto a mezza via circa tra Cammoro e Pettino, fu edificato nel luogo che secondo la tradizione sarebbe stato indicato da Paterniano, vescovo di Fano, che si trovò a passare per quei luoghi durante uno dei suoi viaggi a Roma. Caratterizzata da una facciata a capanna, presenta sul retro una piccola cella che venne occupata da eremiti sino alle soglie del XX secolo.

## Geografia antropica

### Piedicammoro
Piedicammoro o Piè di Càmmoro, come indica il nome si trova ai piedi dell’antico castello, a quota 763 metri sul livello del mare, all’incrocio con la Via della Spina.
È costituita da tre nuclei separati di case, tipicamente disposti ai due lati della strada e dell’omonimo fosso: il primo è un casolare in linea collocato in piano, con più unità abitative giustapposte, il secondo una singola casa con ruderi di capanne separate, il terzo composto da un antico, ampio edificio, che va identificato con l’antico ospedale, e da due case rurali addossate al pendio.
Era un tipico insediamento di transito, con stazione di posta per i cavalli, osteria per mangiare e un hospitium per pellegrini e viandanti, noto come “Hospitale Pedis Cammuri“.
Lungo la strada sorge un piccolo spazio sacro, quadrato con volta a botte, la Cappella della Beata Vergine, che il Sensi definisce “Cappella votiva contra pestem” e il Fabbi, come “Cappella della Pace“.

## Società

### Tradizioni e folclore
Delle varie feste che venivano celebrate, fino a quando il paese rimase quasi spopolato a causa della forte emigrazione, rimane ancora oggi la Festa di San Paterniano, che si celebra tutti gli anni il 10 luglio o la domenica successiva. In occasione di questo evento, confraternite in costume e semplici pellegrini (provenienti da Cammoro e dalle vicine Orsano e Pettino) si dirigono verso la chiesa omonima, dove si trova, nelle vicinanze, anche una fonte ritenuta miracolosa.

## Economia
Lo sfruttamento sostenibile dei boschi e gli aspetti turistico-naturalistico sono alla base delle attività economiche locali.

## Galleria d'immagini

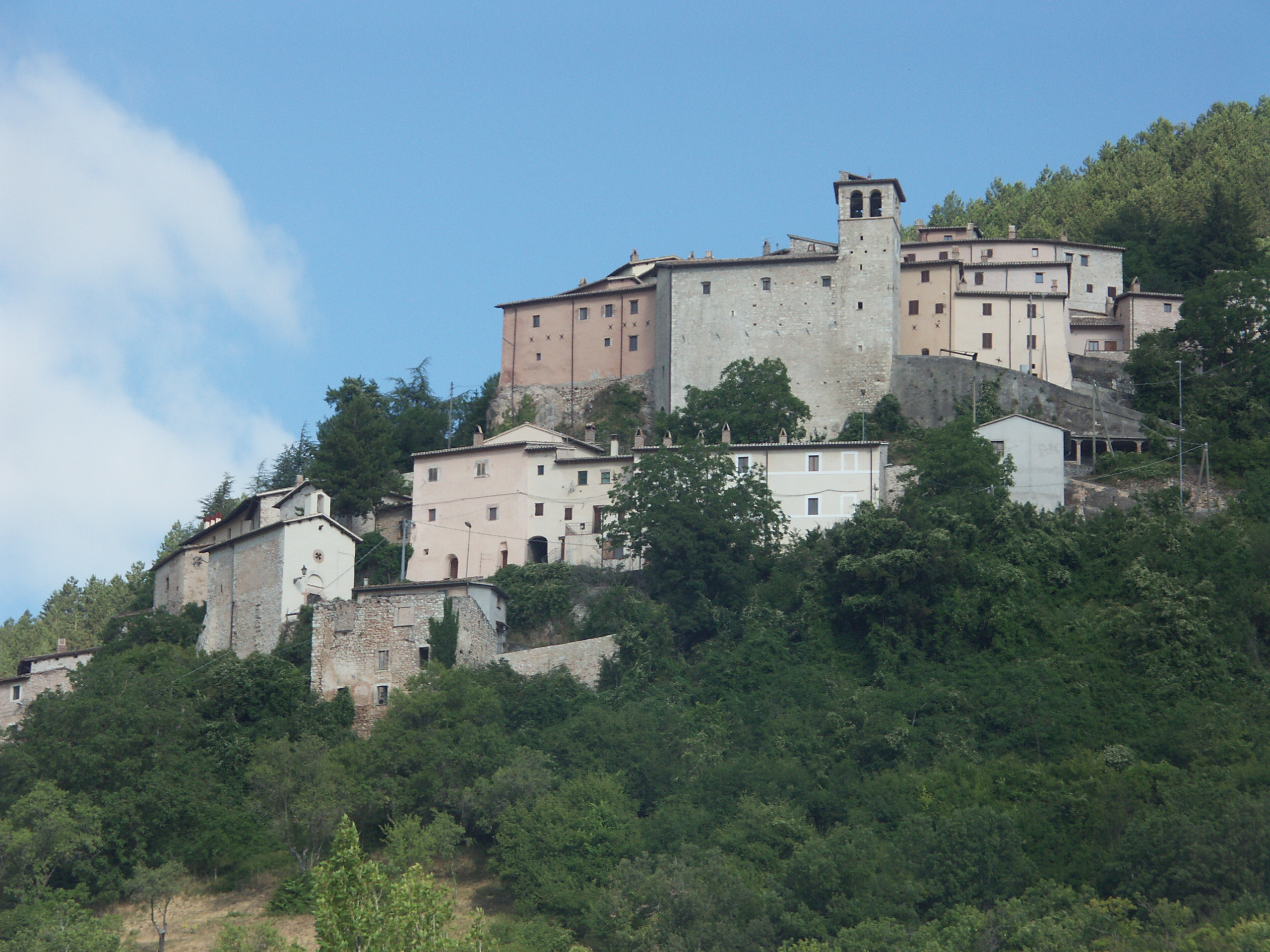
Il paese visto dalla valle
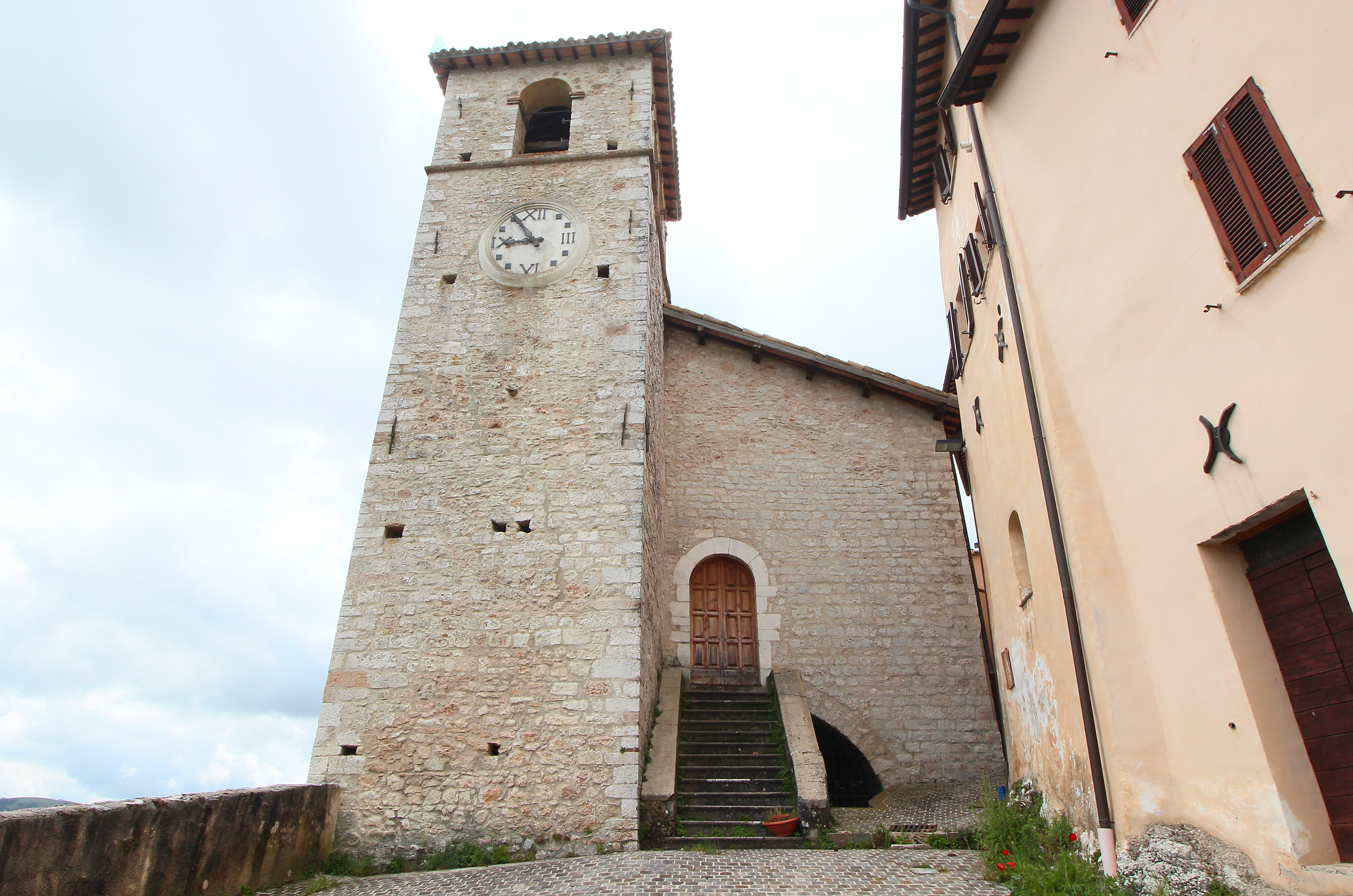
La chiesa di Santa Maria Novella
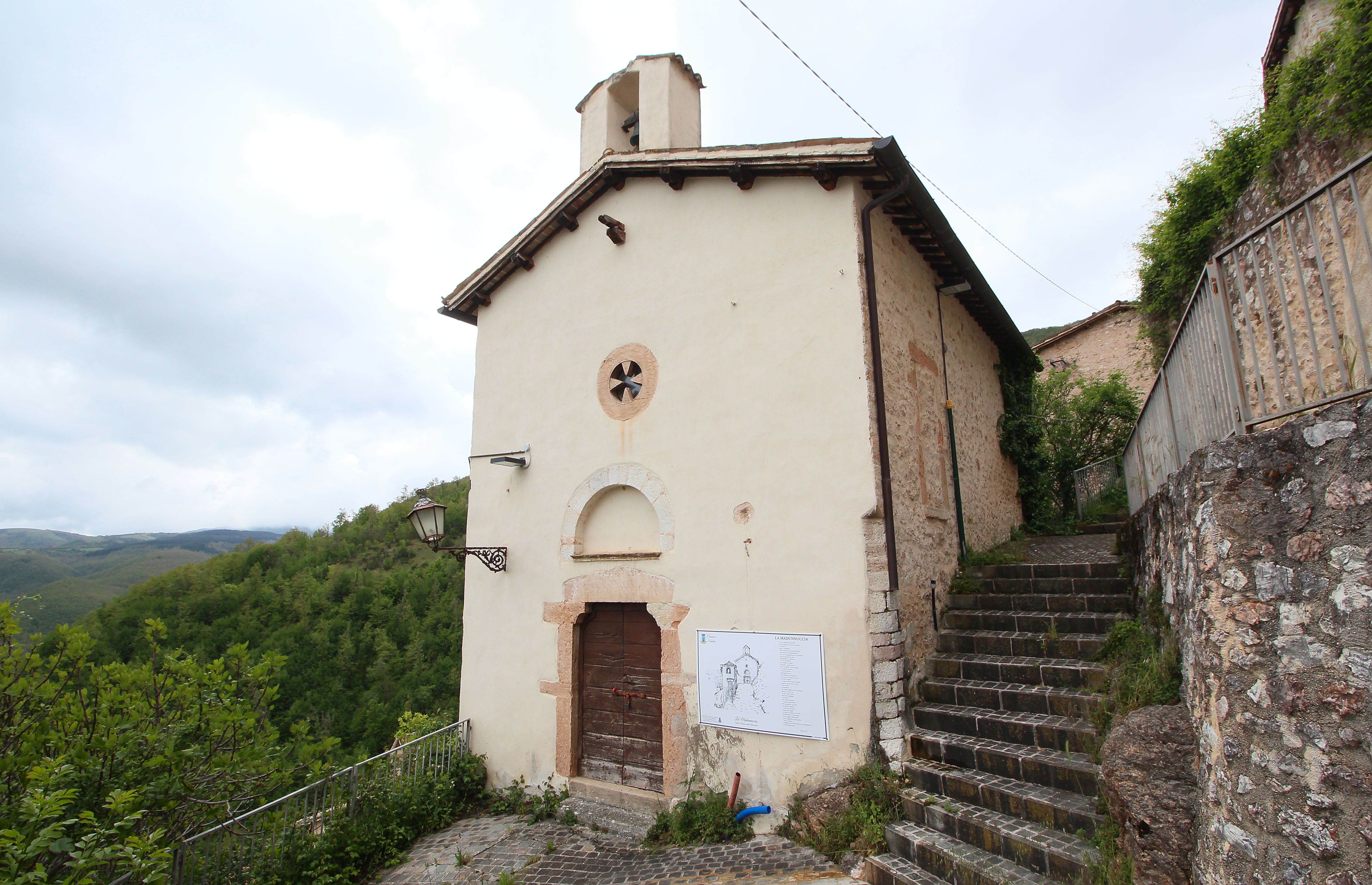
La chiesa della Madonna del Rosario
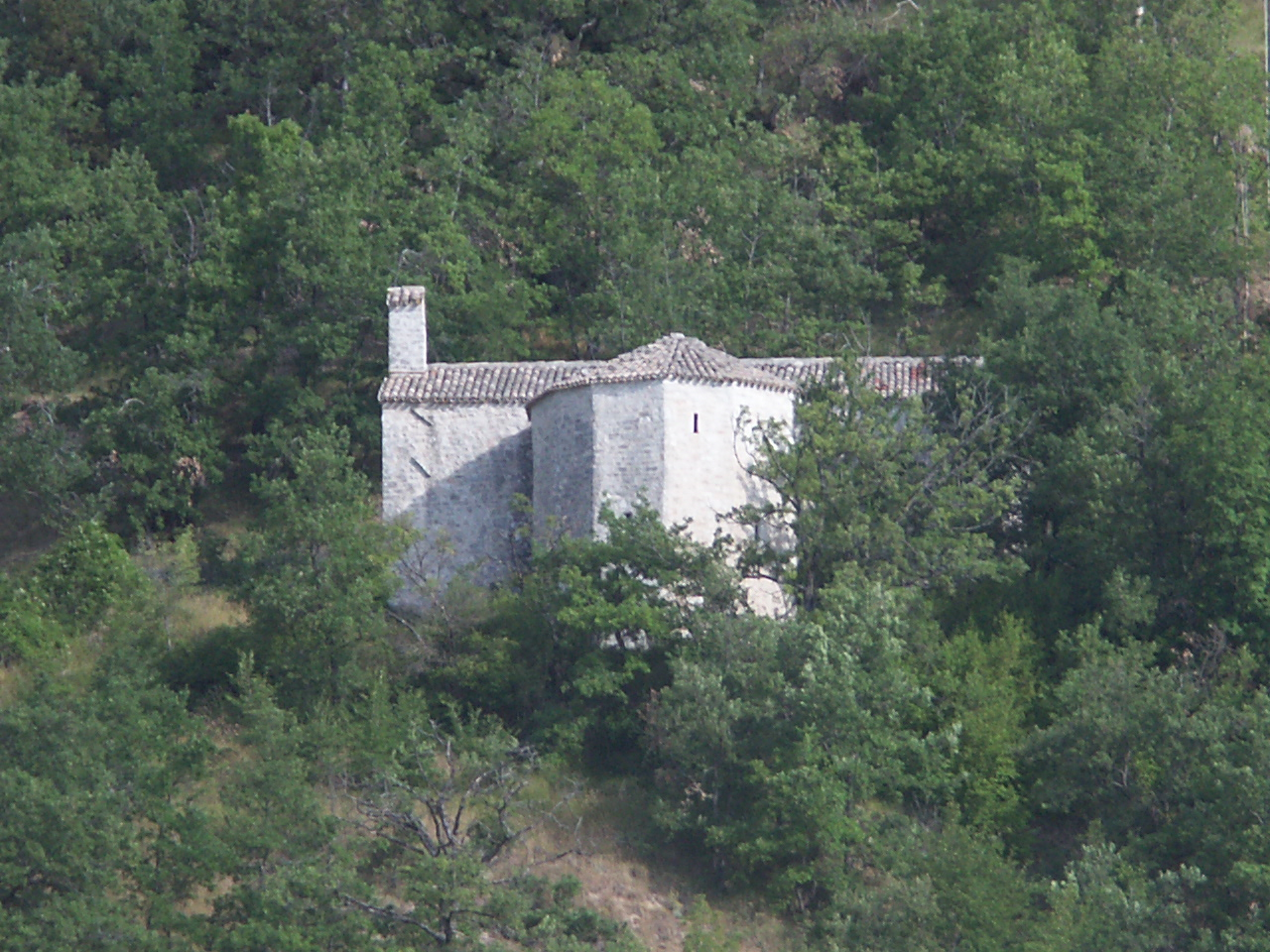
La chiesa di Santa Lucia